# Publicité pour le tabac

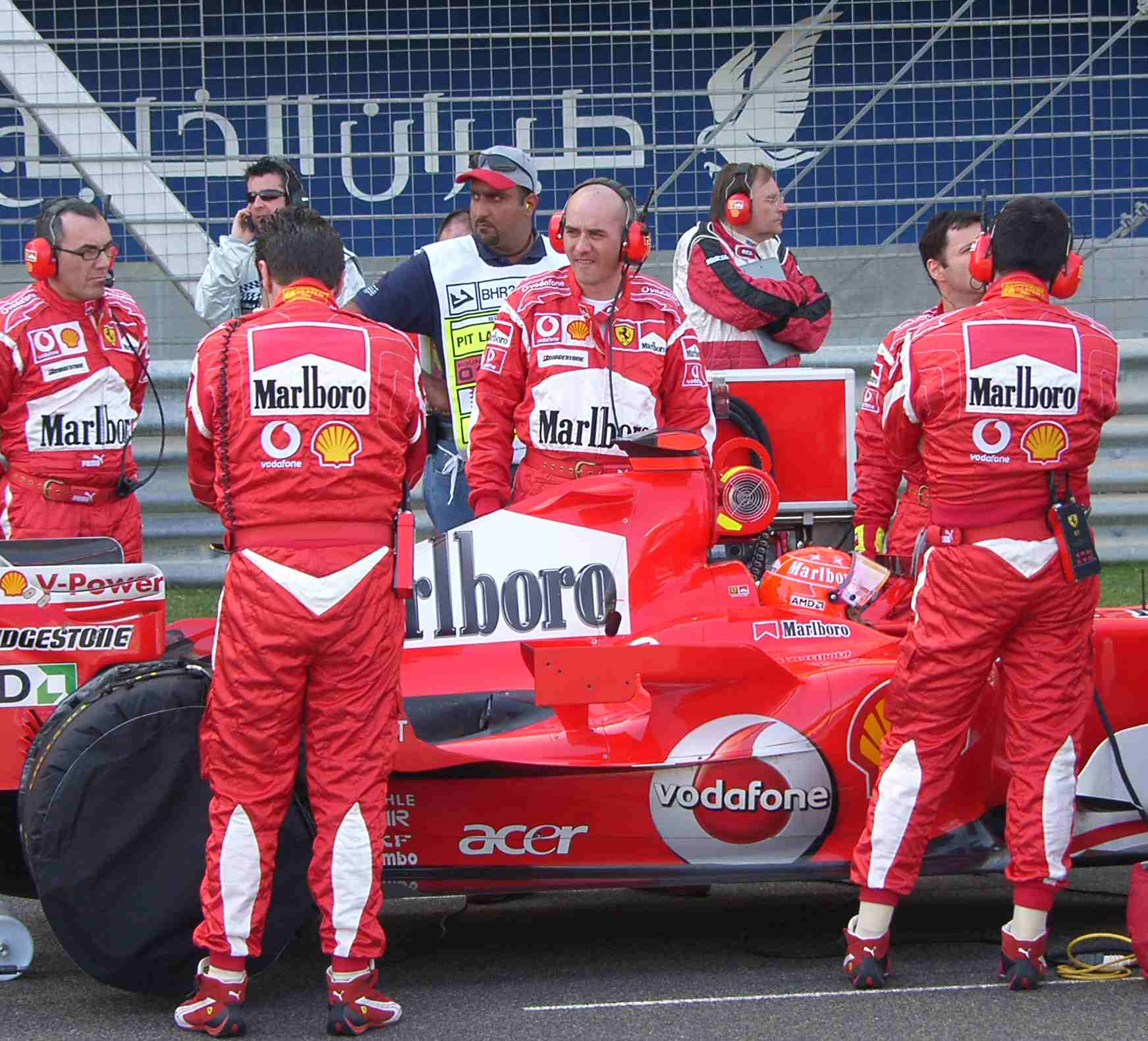
Marlboro sponsorisant l'écurie Ferrari lors du Grand Prix automobile de Bahreïn 2006.

La publicité pour le tabac est l'ensemble des actions publicitaires menées par l'industrie du tabac, destinées à accroître la consommation du tabac, ainsi que des produits permettant son usage (typiquement la cigarette). Le parrainage, notamment des événements sportifs, fait partie de ces actions.
La publicité en faveur du tabac, la promotion et le parrainage font augmenter et maintiennent le tabagisme en permettant de recruter de nouveaux consommateurs de tabac et en dissuadant les consommateurs actuels de s’arrêter.

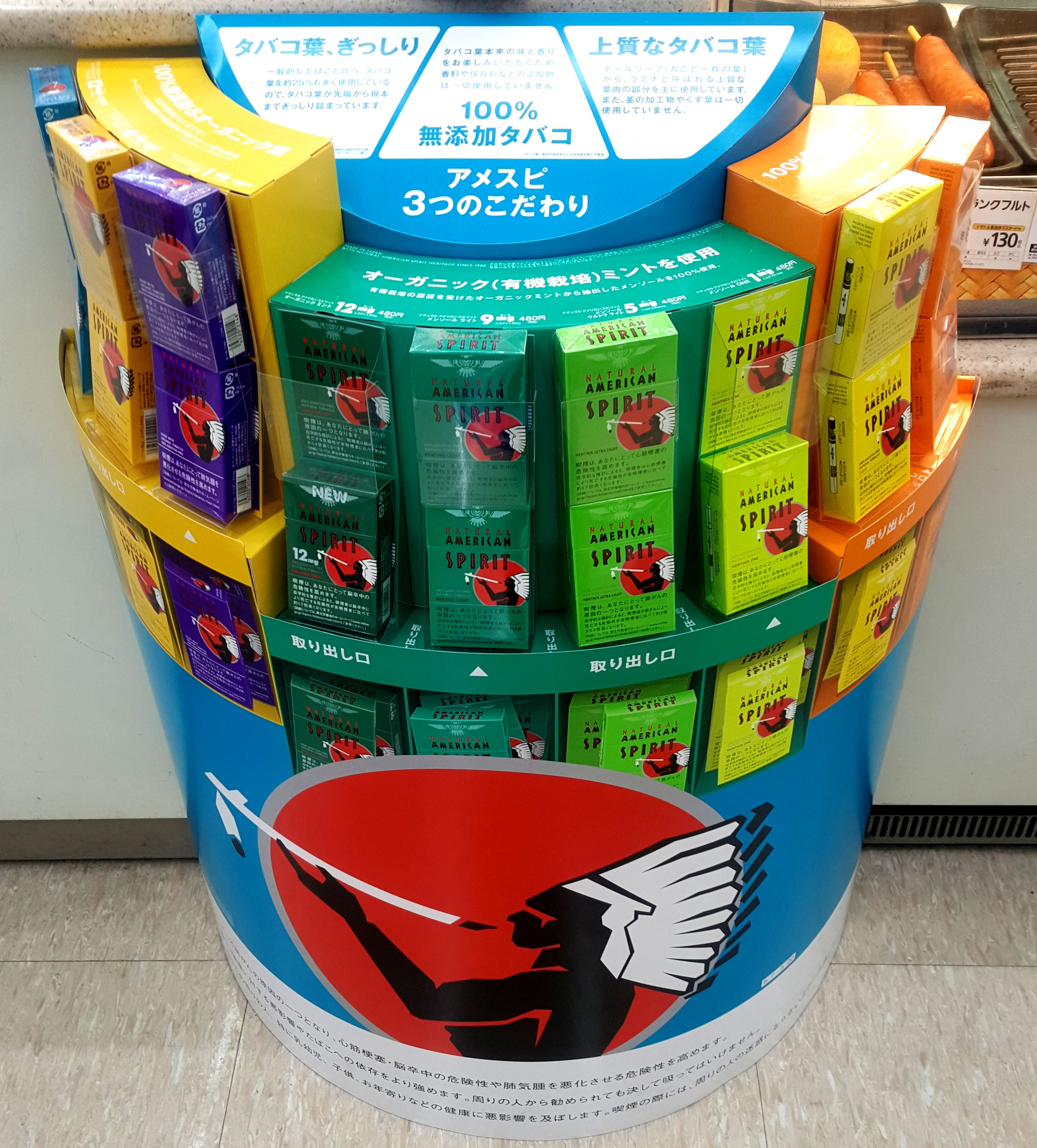
Publicité à l'intérieur d'un magasin : présentoir de Natural American Spirit au Japon en 2018.

Il s'agit de l'un des types de publicité les plus fortement réglementés. En 2019, selon l'Organisation mondiale de la santé, seuls 48 pays, représentant 18 % de la population mondiale, ont interdit totalement toutes les formes de publicité en faveur du tabac, de promotion et de parrainage.
Alors que dans de nombreux pays, le cinéma ne peut pas faire de publicité pour certains produits comme l'alcool et le tabac, le placement de produits du tabac contre rémunération dans les films explique que dans la dernière décennie, 70 % des films présentent dans leurs références tabagiques des fumeurs sous leurs aspects positifs (gens socialement accomplis, stars, pas d'allusions aux effets négatifs). Les adolescents fréquemment exposés à ces scènes tabagiques ont trois fois plus de risques de consommer précocement du tabac.

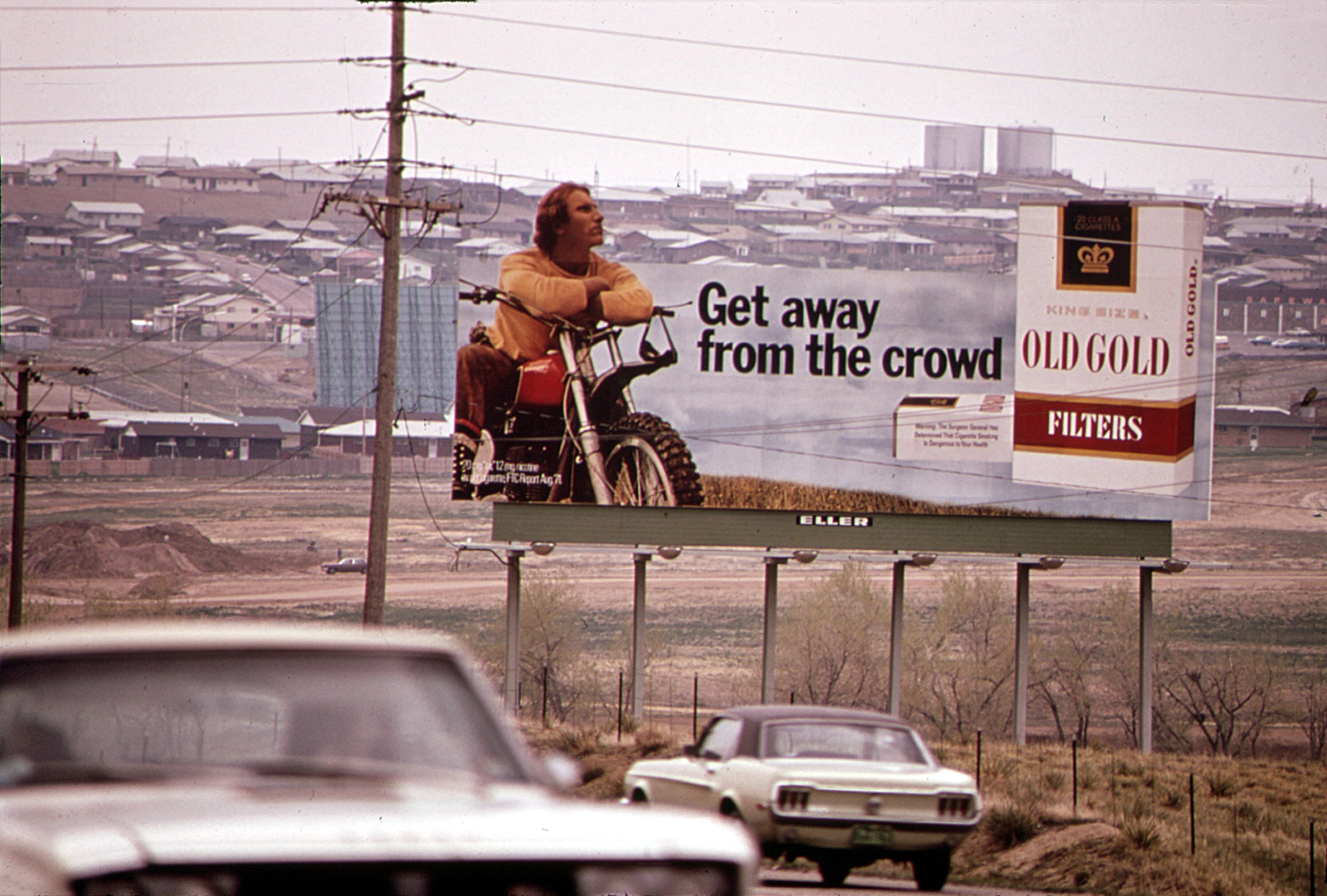
publicité à Denver, 1972.

L’article 13 de la convention-cadre de l'OMS pour la lutte antitabac interdit toute publicité en faveur du tabac. Cette convention est entrée en vigueur le 27 février 2005. En juin 2013, la convention était signée par 168 pays.

## Publicité directe et indirecte
Les interdictions globales de la publicité en faveur du tabac, de la promotion et du parrainage font généralement baisser la consommation de tabac.
Une interdiction globale porte à la fois sur les formes directes et indirectes de promotion.

### Publicité directe
Les réclames directes comprennent la publicité à la télévision, à la radio, dans les publications imprimées, par voie d’affichage et, plus récemment, sur différentes plateformes de réseaux sociaux.

### Publicité indirecte

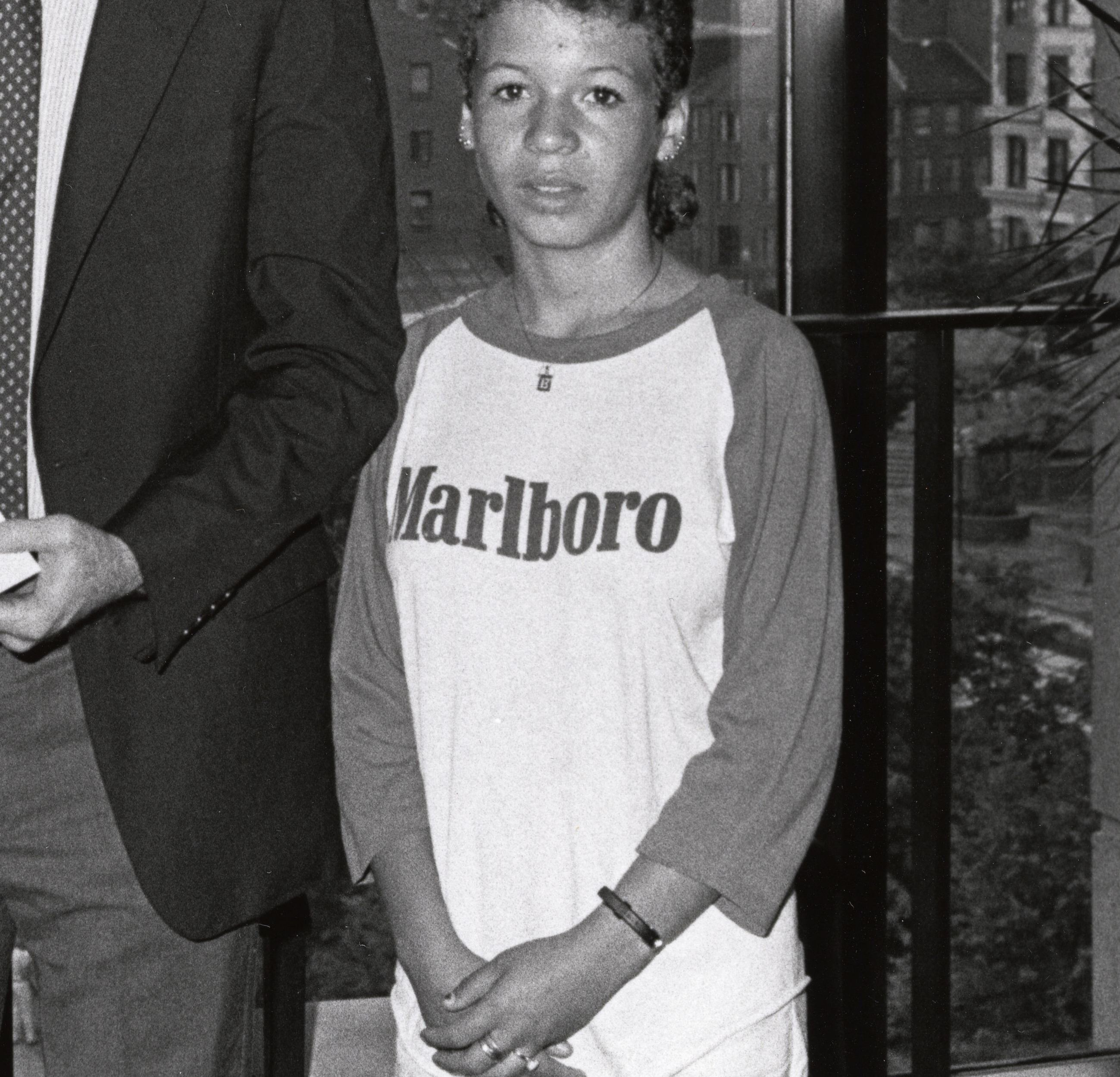
Une fille portant un T-shirt Marlboro à l'hôtel de ville de Boston dans les années 1980.

Les formes indirectes sont notamment l’échange de marques, l’extension de marque (allumettes, briquets, prêt-à-porter, voyages, etc.), la distribution gratuite, les rabais sur les prix, l’exposition des produits aux points de vente, les parrainages et les activités promotionnelles que l’industrie du tabac déguise sous la forme de programmes de responsabilité sociétale des entreprises.
Une étude de 2020 conduite en Australie révèle que l’industrie du tabac fait désormais la promotion clandestine de ses produits directement auprès des détaillants, qui reçoivent des avantages (argent, voyages, etc.) en fonction des ventes ou du positionnement d'une marque.

## Législation

### États-Unis
- Public Health Cigarette Smoking Act (en) (1970) : interdit la publicité pour le tabac à la télévision et à la radio ;
- Tobacco Master Settlement Agreement (en) (1998) : interdit la publicité pour le tabac à la télévision et dans les films[7].

### Royaume-Uni
En 1962, les premiers appel à limiter la publicité pour le tabac viennent du Royal College of Physicians. La publicité pour les cigarettes à la télévision devient interdite le 1er août 1965, mais la publicité pour le tabac de pipe et pour les cigares reste légale jusqu'à 1991.
La publicité pour le tabac dans la presse écrite et par voie d'affichage continue d'être légale mais sous restrictions en 1986, lesquelles, en particulier, interdisent aux annonces de montrer une personne qui fume. Finalement, en 2003, sous le Tobacco Advertising and Promotion Act 2002 (en) de l'année précédente, toute la publicité en général pour le tabac devient interdite.
L'interdiction de la distribution automatique de cigarettes fut introduite graduellement selon les nations constitutives du pays : l'Angleterre en 2011, l'Irlande du Nord et le pays de Galles en 2012, et finalement l'Écosse en 2013.

### Union européenne
La publicité dans la presse écrite, à la radio et à la télévision ainsi que le parrainage de manifestations ayant des effets transfrontaliers sont interdits dans tous les États membres de l’Union européenne.
Tous les pays de l'UE, à l’exception de l’Allemagne et de la Bulgarie, recourent par ailleurs à une interdiction nationale de publicité du tabac par voie d'affichage.
Le 31 juillet 2005, une directive de l'Union européenne interdisant aux écuries d'arborer les logos des industriels du tabac est entrée en vigueur. Ferrari, qui espérait pouvoir contourner cette obligation lors du Grand Prix d'Italie, disputé le 4 septembre 2005, a du finalement s'y plier.

#### France
Le principe d’interdiction de publicité en faveur du tabac et ses exceptions est inscrit dans les articles L3511-3 et suivants du code de la santé publique.
La propagande ou la publicité, directe ou indirecte, en faveur du tabac, des produits du tabac ainsi que toute distribution gratuite sont interdites. Toute opération de parrainage est interdite lorsqu’elle a pour objet ou pour effet la propagande ou la publicité directe ou indirecte en faveur du tabac.
Néanmoins, la retransmission des compétitions de sport mécanique qui se déroulent dans des pays où la publicité pour le tabac est autorisée, peut être assurée par les chaînes de télévision.
Cette interdiction de publicité ne s’applique pas aux enseignes des débits de tabac, ni aux affichettes disposées à l’intérieur de ces établissements, non visibles de l’extérieur, à condition que ces enseignes ou ces affichettes soient conformes à des caractéristiques définies par arrêtés interministériels.

### Suisse

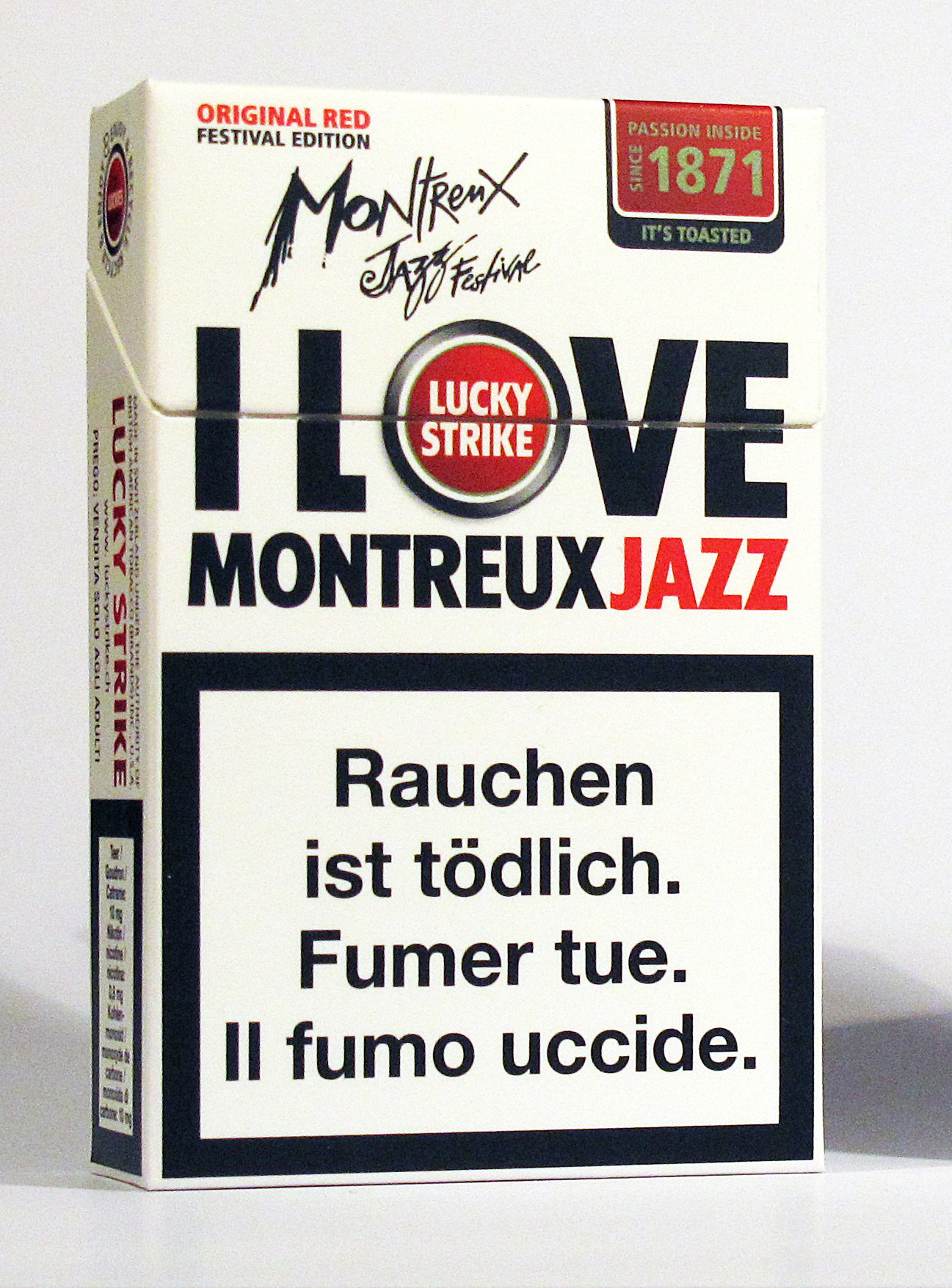
Parrainage du Montreux Jazz Festival par British American Tobacco en 2012.

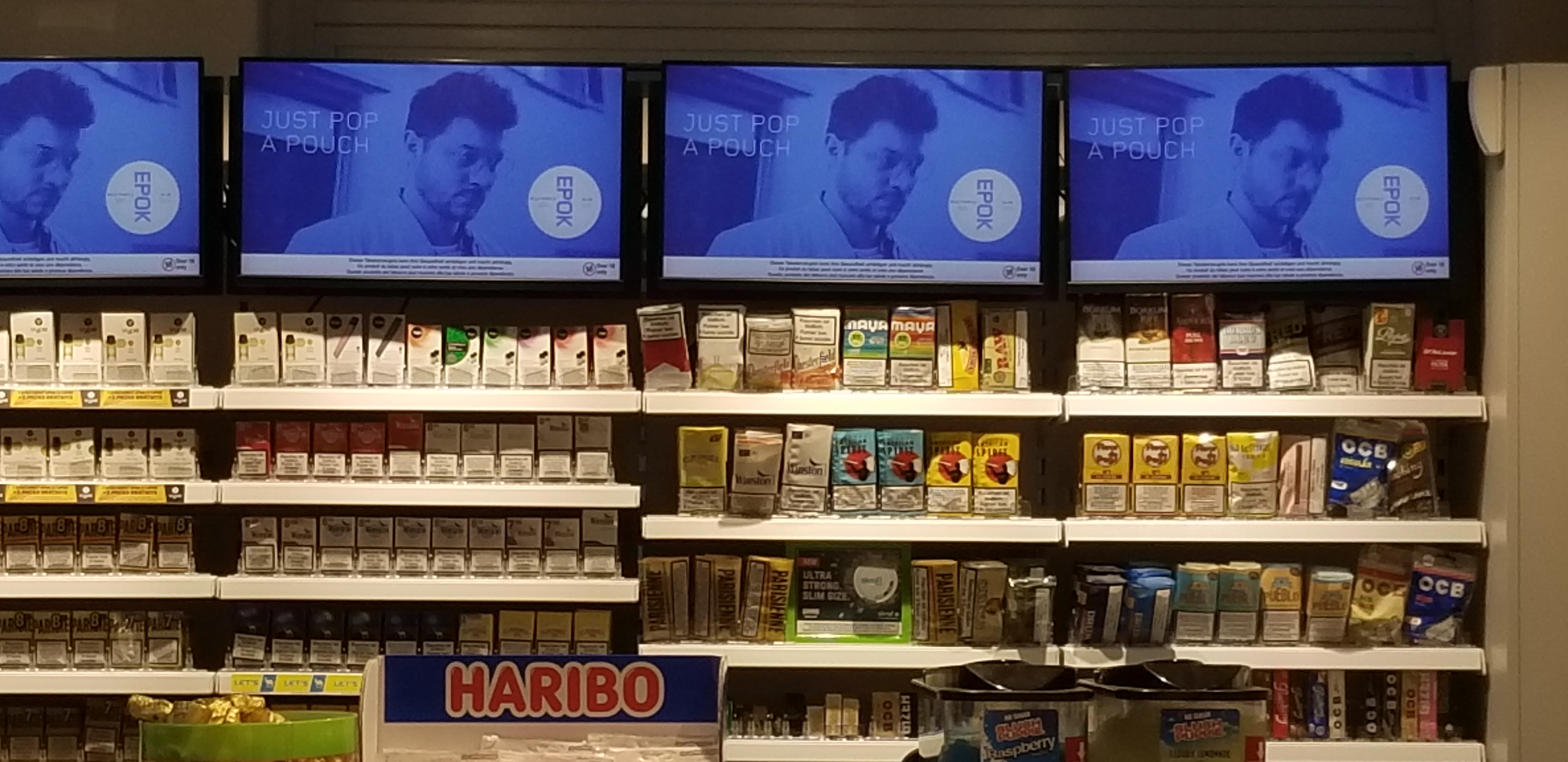
Commerce de tabac à Neuchâtel (Suisse) en 2020 : la publicité est autorisée à l'intérieur du magasin.

En Suisse, la publicité pour les produits du tabac est interdite à la télévision et à la radio. Celle par voie d'affichage, dans les cinémas, sur des articles de consommation courante et dans les points de vente ainsi que la promotion directe, les publipostages destinés aux adultes et la publicité en ligne restent néanmoins possibles.
Cette réglementation n'est pas assez stricte en comparaison internationale. De nombreux cantons ont donc élaboré des règles plus étendues s’appliquant aux affiches publicitaires notamment. Le Tribunal fédéral a soutenu ces restrictions au printemps 2002 en rejetant un recours déposé contre l'interdiction d'affichage du canton de Genève,.
La Suisse reste par ailleurs le dernier pays du continent européen, avec la Biélorussie, à autoriser le parrainage d'évènementiels par l'industrie du tabac.